# Феликс Вишес
Феликс Вишес (англ. Felix Vicious, настоящее имя Сэнди Сеггерман англ. Sandy Seggerman, род. 26 августа 1983 года, Денвер, Колорадо, США) — бывшая американская порноактриса и диджей.

## Биография
Родилась в августе 1983 года в Денвере (штат Колорадо, США). До карьеры в порно работала оператором в телемаркетинге. Во время экспозиции на эротической выставке в Денвере Сеггерман познакомилась с актрисами Шей Суит и Bisexual Britni, которые пригласили её поехать в Калифорнию и попробовать удачу в порноиндустрии.
Дебютировала в порноиндустрии в 2002 году, в возрасте 19 лет. Актёрский дебют состоялся в фильме Dirty Debutantes 225 студии New Machine.
Работала с такими студиями, как New Sensations, Evil Angel, Wicked Pictures, Kick Ass, Adam & Eve, Hustler, Club Magazine, Metro и Erotic Angel.
Сценический псевдоним составлен из имени анимационного персонажа кота Феликса и фамилии панк-рок-музыканта Сида Вишеса, басиста Sex Pistols.
В 2003 году была представлена на AVN Awards в номинации «лучшая новая старлетка».
В 2006 году ушла из порноиндустрии, но продолжала спонтанно сниматься до окончательного ухода на пенсию в 2011 году, снявшись в общей сложности в 247 фильмах. В это время совмещала съёмки с работой в качестве диджея.

## Награды и номинации
| Год  | Церемония  | Результат | Номинация | Работа                              |
| ---- | ---------- | --------- | --- | ----------------------------------- |
| 2003 | AVN Awards | Номинация | Премия AVN лучшей новой старлетке | н/д                                 |
| 2004 | AVN Awards | Номинация | Лучшая сцена группового лесбийского секса - видео (совм. с Гэн Падова) англ. Best All-Girl Sex Scene - Video (Shared with Gen Padova) | Double Booked (Outback Productions) |

## Избранная фильмография

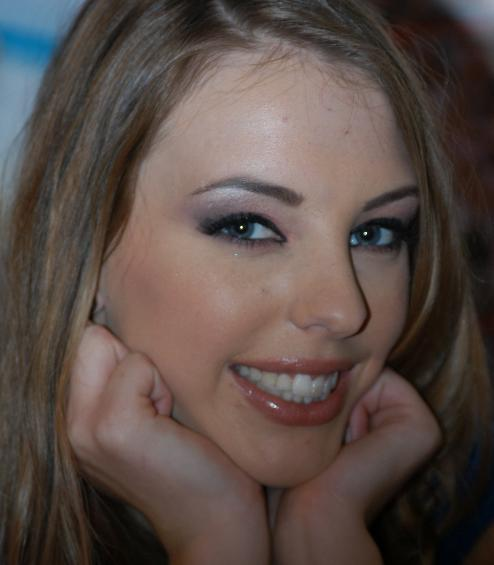
Вишес на 2005 Adult Entertainment Expo

Некоторые фильмы:
- 100 % Blowjobs 23,[10]
- All American Nymphos 6,[11]
- Chicks in Charge of Chicks,[12]
- Foot Beauties 2,[13]
- Raw Desire,[14]
- Squirt Queens 4[15]
- Hustler’s Taboo 2[16].